# جان فرانکو روربری
جان فرانکو روربری (ایتالیایی: Gian Franco Reverberi؛ زادهٔ ۱۲ دسامبر ۱۹۳۴ - ۸ ژانویهٔ ۲۰۲۴ ) آهنگساز اهل ایتالیا بود.
او بیشتر در زمینهٔ آهنگسازی فیلم‌های سبک وسترن اسپاگتی فعالیت داشت. وی همچنین یکی از نخستین هنرمندان ایتالیایی است که در زمینهٔ موسیقی راک فعالیت داشت.
از فیلم‌ها یا مجموعه‌های تلویزیونی که وی در آن‌ها نقش داشته‌است، می‌توان به مرگ جنسیت ندارد، دلیریوم، ونوس خزپوش، یک پلیس زن در جوخه هرزه‌ها، جانگو و جنگو، آماده مرگ باش اشاره نمود.
وی همچنین با هنرمندانی چون انتسو یاناچی و جورجو گابر همکاری کرد.